# Sonnay
Sonnay település Franciaországban, Isère megyében. Lakosainak száma 1255 fő (2022. január 1.). Sonnay Anjou, Bellegarde-Poussieu, Bougé-Chambalud, La Chapelle-de-Surieu, Jarcieu és Ville-sous-Anjou községekkel határos.

## Népesség
A település népessége az elmúlt években az alábbi módon változott:
| Lakosok száma | 622  | 689  | 853  | 1210 | 1252 | 1236 | 1241 | 1239 | 1278 | 1255 |
|               | 1968 | 1982 | 1990 | 2006 | 2013 | 2015 | 2017 | 2019 | 2020 | 2022 |